# Elizabeth Stride
Elizabeth Stride, de domo Elizabeth Gustafsdotter, pseudonim Long Liz (ur. 27 listopada 1843, zm. 30 września 1888 w Londynie) – brytyjska prostytutka pochodzenia szwedzkiego, trzecia z „kanonicznych” ofiar Kuby Rozpruwacza.

## Życiorys
Córka Gustafa Erikssona i Beaty Karlsdotter, urodziła się na farmie Stora Tumlehed, w parafii Torslanda, niedaleko Göteborga w Szwecji. Od października 1860 roku Liz pracowała jako służąca, początkowo u Larsa Fredrika Oloffsona w Göteborgu, jej późniejsi pracodawcy nie są znani. W marcu 1865 roku była już zarejestrowana w kartach göteborskiej policji jako prostytutka i w tymże samym roku dwukrotnie była leczona w szpitalu Kurhuset z choroby wenerycznej. 21 kwietnia 1865 roku Elizabeth urodziła martwą córeczkę. Rok później, w lutym 1866, opuściła Szwecję i osiadła w Londynie. 
7 marca 1869 roku, w kościele St Gilles-In-The-Fields Elizabeth poślubiła Johna Thomasa Stride, stolarza. Mieszkała w tym czasie na Gower Street 67, po ślubie zaś zamieszkała z mężem na East India Dock Road, Poplar. Niewiele wiadomo o przebiegu tego związku, choć sama Liz twierdziła, że urodziła dziewięcioro dzieci. Małżeństwo Stride'ów musiało rozpaść się w roku 1877, wtedy to bowiem, 21 marca, Elizabeth zamieszkała w przytułku Poplar Workhouse. Rok później powiedziała urzędnikowi kościelnemu, że jej mąż zginął w katastrofie, jaka zdarzyła się na Tamizie 3 września 1878 roku. Statek wycieczkowy Princess Alice zderzył się wtedy z parowcem Bywell Castle, zabijając przeszło sześćset osób. Elizabeth twierdziła, że w tym wypadku utonął jej mąż i dwoje dzieci, ona sama zaś ocalała, kurczowo trzymając się zwisającej z pokładu liny. 
Nie było to prawdą – John Thomas Stride żył wtedy, o czym świadczy fakt, że około 1881 roku małżonkowie ponownie się zeszli, jednak na krótko, bowiem już w grudniu Elizabeth stała się lokatorką Whitechapel Workhouse, gdzie również była leczona na bronchit. W roku 1882 Elizabeth pomieszkiwała w przytułku na Flower and Dean Street 32. John Stride zmarł w Poplar and Stepney Sick Asylum, w Bromley, 24 października 1884 roku.
Ostatnie trzy lata życia spędziła Stride z niejakim Michaelem Kidneyem. Prasowe relacje z zeznań Kidneya zawierają informację, że Michael i Liz mieszkali na Dorset Street 38, co pozwoliło niektórym autorom sugerować, że Elizabeth Stride mogła znać Mary Jane Kelly i Annie Chapman, które pomieszkiwały w pobliżu. Niemniej wszystko przemawia za tym, że był to błąd reporterów, istnieją bowiem dowody świadczące, że właściwym adresem Stride i Kidneya była w istocie Devonshire Street 35. W ostatnich latach swego życia Liz parokrotnie stanęła przed sądem za pijaństwo i hałaśliwe zachowanie.
27 września 1888 roku Elizabeth pojawiła się w przytułku na Flower and Dean Street 32, twierdząc, że pokłóciła się z mężczyzną, z którym mieszkała, co bynajmniej w jej związku z Kidneyem nie było rzadkością.

## Śmierć
29 września 1888 roku, razem z niejaką Elizabeth Tanner popiwszy w pubie „Queen's Head” na Commercial Street o około godziny 6:30, Liz wróciła do przytułku, gdzie wyszczotkowała ubranie i oddała znajomej na przechowanie płat zielonego aksamitu. Wyszła, prawdopodobnie nie w celu zarobkowym, bo miała jeszcze sześć pensów.
Późniejsze relacje naocznych świadków świadczą, że Liz Stride miała więcej niż jednego klienta w wieczorem 29 września i wczesnym rankiem 30 września. Pierwsza relacja opisuje niskiego mężczyznę z ciemnymi wąsami, ubrany w poranny garnitur i melonik, widziany w towarzystwie Stride około godziny 11:00 w pobliżu Berner Street. Druga relacja robotnika Williama Marshalla, opisuje mężczyznę w towarzystwie Stride w czapce z daszkiem, czarnym płaszczu i ciemnych spodniach, stojącego na chodniku naprzeciwko Berner Street 58 około 11:45.
Około godziny 12:35 konstabl William Smith widział Liz Stride z mężczyzną w twardym filcowym kapeluszu stojących naprzeciwko budynku „International Working Men's Educational Club”, socjalistycznego i głównie żydowskiego klubu pod numerem Berner Street 40, w którym trwała wtedy debata. Między 12:35 a 12:45 robotnik James Brown zobaczył kobietę, którą uznał za Stride, stojącą plecami do ściany na rogu Berner Street, rozmawiającą z mężczyzną o przeciętnej budowie w długim czarnym płaszczu.
Niejaki Israel Schwartz zeznał że ok. 12:45 widział na Berner Street kobietę (którą później zidentyfikował jako Liz Stride), w towarzystwie nieznanego mężczyzny, który w bramie Dutfield Yard, powalił na ziemię próbującą uciec ową kobietę, po czym wykrzyczał słowo Lipski.
30 września 1888 roku w niedzielę około godziny 1:00 na Berner Street pojawił się Louis Diemschutz, powożący niewielkim wózkiem handlarza, zaprzężonym w konia. Gdy próbował skręcić w słabo oświetloną bramę Dutfield Yard, koń nagle odskoczył w lewo, by uniknąć ciemnego obiektu leżącego na ziemi, po czym stanął. Zauważywszy to, Diemschutz próbował przesunąć ów przedmiot biczem, gdy to zawiodło zszedł z wozu i po zapaleniu zapałki odkrył leżące w ciemnej bramie, po prawej jej stronie, ciało kobiety (którą później rozpoznano jako Stride) w kałuży krwi, cieknącej z przeciętego gardła od lewej do prawej strony. Zobaczywszy to Diemschutz natychmiast wbiegł do budynku klubu, aby sprawdzić, czy jego żona jest bezpieczna. Po znalezieniu jej całej i zdrowej, oznajmił swoje makabryczne odkrycie.

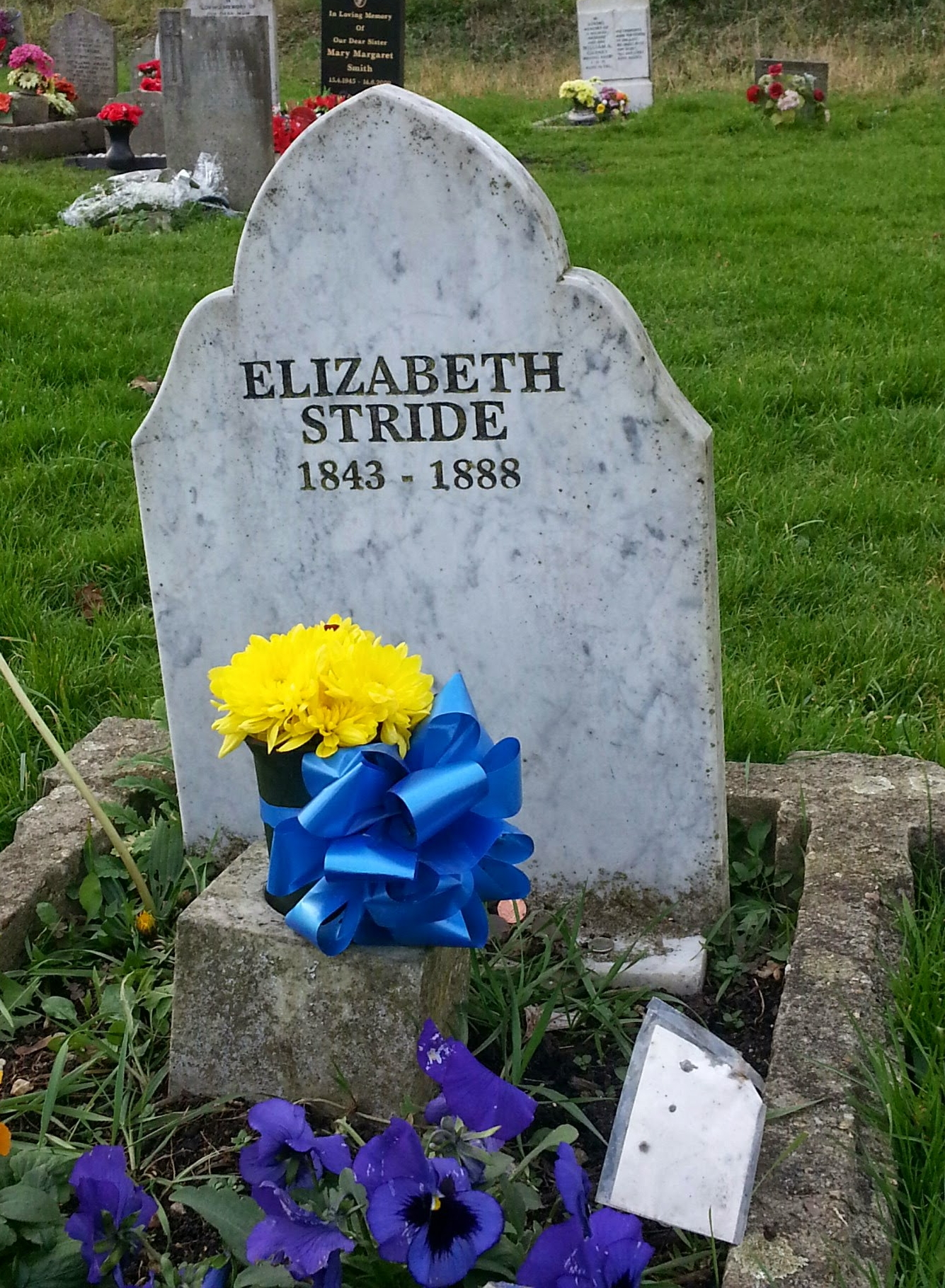
Grób Elizabeth Stride, East London Cemetery, grudzień 2014

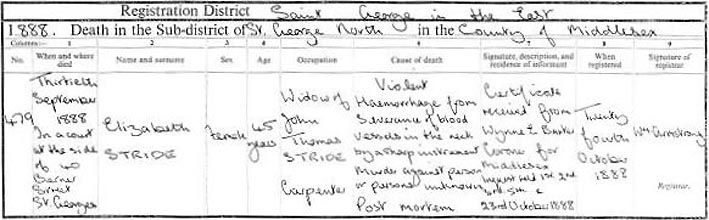
Karta zgonu E. Stride

Napastnik (prawdopodobnie spłoszony przez nadjeżdżającego Diemschutza), zdołał jedynie podciąć lewą tętnicę szyjną i żyłę jarzmową Liz, oraz przeciąć tchawicę, po czym umknął, nie zdążywszy okaleczyć ciała. Zwłoki były jeszcze ciepłe, co wskazywało, że zginęła zaledwie kilka minut wcześniej. Brak pośmiertnych okaleczeń, typowych dla mordercy z Whitechapel, jest podstawą dla niektórych badaczy by wykluczać Liz z kręgu ofiar Rozpruwacza.
Tej samej nocy, zaledwie pół godziny później, na Mitre Square, około dwanaście minut drogi od miejsca, gdzie znaleziono ciało Stride, została zamordowana Catherine Eddowes, obie zbrodnie nazwano „Podwójnym wydarzeniem”.
Elizabeth pochowano 6 października w grobie o numerze #15509, w kwadracie 37 na cmentarzu East London Cemetery w dzielnicy Plaistow.